# Greg Johnston (Eishockeyspieler)
Gregory Norman Johnston  (* 14. Januar 1965 in Barrie, Ontario) ist ein ehemaliger kanadischer Eishockeyspieler, der während seiner Karriere unter anderem in der National Hockey League und der Deutschen Eishockey Liga aktiv war.

## Karriere
Greg Johnston begann seine Spielerlaufbahn 1981 bei seinem Heimatverein, den Barrie Midget Colts. Zur Saison 1982/83 wechselte er zu den Toronto Marlboros in die Ontario Hockey League, bei denen er bis 1985 aktiv war. Vor Beginn der Saison 1983/84 nahmen ihn die Boston Bruins aus der National Hockey League unter Vertrag, die ihn im NHL Entry Draft 1983 in der zweiten Runde an 42. Position ausgewählt hatten. Für Boston spielte er bis 1990, die ihn in der AHL sowohl 1984/85 bei den Hershey Bears, 1985/86 bei den Moncton Golden Flames als auch von 1987 bis 1990 bei den Maine Mariners einsetzten. Von 1990 bis 1992 spielte Johnston in der NHL für die Toronto Maple Leafs, die ihn in der AHL zum einen 1990/91 für die Newmarket Saints und 1991/92 für die St. John’s Maple Leafs auflaufen ließen.
Nach Deutschland wechselte er 1992 und blieb bis 1994 vorerst in der 2. Bundesliga beim ECD Sauerland, bis er dann 1994 von den Kassel Huskies verpflichtet wurde und in der Deutschen Eishockey Liga spielte. Die Saison 1994/95 war die erste Saison nach der Gründung der DEL und die erste Spielzeit der „Huskies“ in der höchsten deutschen Spielklasse. Mit ihnen erreichte Johnston den deutschen Vizemeistertitel im Jahre 1997.
Bis heute führt unter anderem der Kanadier die Kasseler teaminternen Scoring-Tabellen an und erhielt durch seine Tore und Assists den Spitznamen „Magic“ Johnston. Durch den damaligen Trainer Hans Zach wurde er sowohl im Sturm als auch in der Verteidigung eingesetzt.
Zur Saison 1999/2000 wurde er von den Berlin Capitals abgeworben, für die er in zwei Spielzeiten 91 Scorerpunkte erlangte. Als er es dann 2001 bei MODO Hockey Örnsköldsvik in der schwedischen Elitserien versuchen wollte, wechselte er nach 13 Spielen nochmals nach Deutschland und beendete noch in der gleichen Saison seine Karriere bei den München Barons.

## Erfolge und Auszeichnungen
- 1985 Goldmedaille bei der Junioren-Weltmeisterschaft
- 1995 Meiste Scorerpunkte eines Verteidigers in der DEL
- 1997 Deutscher Vizemeister mit den Kassel Huskies

## Karrierestatistik
(Legende zur Spielerstatistik: Sp oder GP = absolvierte Spiele; T oder G = erzielte Tore; V oder A = erzielte Assists; Pkt oder Pts = erzielte Scorerpunkte; SM oder PIM = erhaltene Strafminuten; +/− = Plus/Minus-Bilanz; PP = erzielte Überzahltore; SH = erzielte Unterzahltore; GW = erzielte Siegtore; 1 Play-downs/Relegation; Kursiv: Statistik nicht vollständig)